# Polen op de Europese kampioenschappen atletiek 2010
Polen werd op de Europese kampioenschappen atletiek 2010 vertegenwoordigd door 71 atleten.

## Deelnemers
| Onderdeel            | Mannen                                                                                        | Vrouwen                                                                                       |
| -------------------- | --------------------------------------------------------------------------------------------- | --------------------------------------------------------------------------------------------- |
| 100m                 | Paweł Stempel                                                                                 | Marika Popowicz                                                                               |
| 200m                 | Kamil Kryński Piotr Wiaderek                                                                  | Weronika Wedler Ewelina Ptak Marta Jeschke                                                    |
| 400m                 | Marcin Marciniszyn Kacper Kozłowski Piotr Klimczak                                            | Agata Bednarek                                                                                |
| 800m                 | Marcin Lewandowski Adam Kszczot                                                               | Angelika Cichocka                                                                             |
| 1500m                | Mateusz Demczyszak                                                                            | Renata Pliś Sylwia Ejdys                                                                      |
| 5000m                |                                                                                               | Lidia Chojecka                                                                                |
| 10000m               | Marcin Chabowski                                                                              |                                                                                               |
| 3000m steeple        | Tomasz Szymkowiak Hubert Prokop                                                               | Katarzyna Kowalska Wioletta Frankiewicz                                                       |
| 110/100m horden      | Artur Noga Dominik Bochenek                                                                   | Joanna Kocielnik                                                                              |
| 400m horden          | Rafał Omelko                                                                                  | Anna Jesień Marzena Kościelniak                                                               |
| 20 km snelwandelen   | Rafał Augustyn Jakub Jelonek Dawid Tomala                                                     | Agnieszka Dygacz Paulina Buziak                                                               |
| 50 km snelwandelen   | Grzegorz Sudoł Łukasz Nowak Artur Brzozowski                                                  |                                                                                               |
| Marathon             | Henryk Szost Adam Draczyński                                                                  | Karolina Jarzyńska                                                                            |
| Hoogspringen         | Sylwester Bednarek Konrad Owczarek Wojciech Theiner                                           |                                                                                               |
| Polsstokhoogspringen | Przemysław Czerwiński Mateusz Didenkow Łukasz Michalski                                       |                                                                                               |
| Verspringen          |                                                                                               | Anna Jagaciak                                                                                 |
| Hink-stap-springen   |                                                                                               | Małgorzata Trybańska                                                                          |
| Kogelstoten          | Tomasz Majewski Jakub Giża                                                                    |                                                                                               |
| Discuswerpen         | Piotr Małachowski Przemysław Czajkowski                                                       | Joanna Wiśniewska Żaneta Glanc Wioletta Potępa                                                |
| Hamerslingeren       | Szymon Ziółkowski Wojciech Kondratowicz                                                       | Anita Włodarczyk Małgorzata Zadura                                                            |
| Zevenkamp/Tienkamp   | Marcin Dróżdż                                                                                 | Karolina Tymińska                                                                             |
| 4x100 m              | Paweł Stempel Robert Kubaczyk Piotr Wiaderek Olaf Paruzel Dariusz Kuć Kamil Kryński           | Weronika Wedler Marta Jeschke Marika Popowicz Daria Korczyńska Anna Kiełbasińska Ewelina Ptak |
| 4x400 m              | Marcin Marciniszyn Piotr Klimczak Kacper Kozłowski Jan Ciepiela Rafał Omelko Daniel Dąbrowski | Anna Jesień Agata Bednarek Izabela Kostruba-Rój Aneta Jakóbczak Marzena Kościelniak           |

## Resultaten

### 100m

#### Mannen
- Robert Kubaczyk
  - Ronde 1: 10.51 (Q)
  - Halve finale: 22ste in 10,55 (NQ)
- Paweł Stempel
  - Ronde 1: 10.58 (q)
  - Halve finale: 21ste in 10,53 (NQ)

#### Vrouwen
- Marika Popowicz
  - Reeksen: 11,80 (NQ)

### 100m horden vrouwen
- Joanna Kocielnik
  - Reeksen: 14de in 13,23 (q)
  - Halve finale: 9de in 13,06 (NQ)

### 110m horden mannen
- Artur Noga
  - Reeksen: 12de in 13,68 (NQ)
- Dominik Bochenek
  - Reeksen: 5de in 13,58 (Q)
  - Halve finale: 6de in 13,53 (Q)
  - Finale: 5de in 13,44

### 200m

#### Mannen
- Kamil Kryński
  - Reeksen: 12de in 20,81 (PB) (Q)
  - Halve finale: 10de in 20,81 (=PB) (NQ)
- Piotr Wiaderek
  - Reeksen: 26ste in 21,20 (NQ)

#### Vrouwen
- Weronika Wedler
  - Reeksen: 12de in 23,62 (q)
  - Halve finale: 10de in 23,30 (NQ)
- Ewelina Ptak
  - Reeksen: 14de met 23,66 (Q)
  - Halve finale: 14de in 23,48 (NQ)
- Marta Jeschke
  - Reeksen: 11de met 23,60 (q)
  - Halve finale: 12de in 23,36 (SB) (NQ)

### 400m

#### Mannen
- Marcin Marciniszyn
  - Ronde 1: 46,31(Q)
  - Halve finale: 10de in 45,58 (SB) (NQ)
- Kacper Kozłowski
  - Ronde 1: 45,97 (Q)
  - Halve finale: 6de in 45,24 (PB) (q)
  - Finale: 8ste in 46,07

#### Vrouwen
- Agata Bednarek
  - Reeksen: 17de in 54,16 (Q)

### 800m

#### Mannen
- Marcin Lewandowski
  - Reeksen: 7de in 1.49,78 (Q)
  - Halve finale: 6de in 1.48,15 (Q)
  - Finale:  in 1.47,07
- Adam Kszczot
  - Reeksen: 14de in 1.50,08 (Q)
  - Halve finale: 3de in 1.47,84 (Q)
  - Finale:  in 1.47,22

#### Vrouwen
- Angelika Cichocka
  - Ronde 1: 2:01.17 (PB) (NQ)

### 1500m

#### Mannen
- Mateusz Demczyszak
  - Reeksen: 10de in 3.42,15 (Q)
  - Finale: 8ste in 3.44,42

#### Vrouwen
- Renata Pliś
  - Reeksen: 14de in 4.07,20 (NQ)
- Sylwia Ejdys
  - Reeksen: 8ste in 4.05,76 (q)
  - Finale: 12de in 4.24,82

### 3000m steeple

#### Mannen
- Tomasz Szymkowiak
  - Reeksen: 3de met 8.30,02 (Q)
  - Finale: 5de in 8.23,37
- Hubert Prokop
  - Reeksen: 14de met 8.32,77 (NQ)

#### Vrouwen
- Katarzyna Kowalska
  - Reeksen: 9.14,41 (Q)
  - Finale: 10de in 9.42,47
- Wioletta Frankiewicz
  - Reeksen: 9.46,38 (Q)
  - Finale: 5de in 9.34,13

### 10000m mannen
- Marcin Chabowski: 11de in 29:15.65

### 20km snelwandelen

#### Mannen
- Jakob Jelonek: 8ste in 1:22.24
- Rafal Augustyn: 10de in 1:22.40
- Dawid Tomola:  19de in 1:25.50

#### Vrouwen
- Agnieszka Dygacz: 12de in 1:34.51
- Paulina Buziak: gediskwalificeerd

### 50km snelwandelen
- Grzegorz Sudoł:  in 3:42.24 (PB)
- ukasz Nowak: 8ste in 3:51.31
- Artur Brzozowski: opgave

### 4x100m

#### Mannen
- Reeksen: 4de in 39,20 (Q)
- Finale: 5de in 38,83

#### Vrouwen
- Reeksen: 3de in 43,30 (Q)
- Finale:  in 42,68

### 4x400m

#### Mannen
- Reeksen: 5de in 3.04,51 (Q)

#### Vrouwen
- Reeksen: 12de in 3.35,25 (NQ)

### Hamerslingeren

#### Mannen
- Syzmon Ziolkowski
  - Kwalificatie: 75,75m (Q)
  - Finale: 5de met 77,99m (SB)
- Wojciech Kondratowicz
  - Kwalificatie: 74,22m (q)
  - Finale: 7de met 75,30m

#### Vrouwen
- Anita Włodarczyk
  - Kwalificatie: 71,17m (Q)
  - Finale:  met 73,56m
- Małgorzata Zadura
  - Kwalificatie: 65,45m (NQ)

### Kogelstoten mannen
- Tomasz Majewski
  - Kwalificatie: 3de met 20,36m (Q)
  - Finale:  met 21,00m
- Jakub Giża
  - Kwalificatie: 11de met 19,69m (q)
  - Finale: 10de met 19,73m

### 400m horden

#### Mannen
- Rafał Omelko
  - Reeksen: 52,54 (NQ)

#### Vrouwen
- Marzena Koscielniak
  - Ronde 1: 56.52 (PB) (Q)
  - Halve finale: 1ste in 56,71 (NQ)

### Verspringen vrouwen
- Anna Jagaciak
  - Kwalificatie: 6,74m (PB) (Q)
  - Finale: 10de met 6,36m

### Discuswerpen

#### Mannen
- Piotr Małachowski
  - Kwalificatie: 7de met 63,69m (Q)
  - Finale:  met 68,87m (CR)
- Przemysław Czajkowski
  - Kwalificatie: 13de met 61,97m (NQ)

#### Vrouwen
- Joanna Wisniewska
  - Kwalificatie: 58,93m (q)
  - Finale:  62,37m (SB)
- Wioletta Potepa
  - Kwalificatie: 60,45m (Q)
  - Finale: 12de met 55,48m
- Zaneta Glanc
  - Kwalificatie: 55,50m (NQ)

### Hoogspringen mannen
- Sylwester Bednarek
  - Kwalificatie: 2,23m (q)
  - Finale: 10de met 2,19m
- Konrad Owczarek
  - Kwalificatie: 2,19m (NQ)
- Wojciech Theiner
  - Kwalificatie: 2,23m (NQ)

### Polsstokhoogspringen mannen
- Przemysław Czerwiński
  - Kwalificatie: 10de met 5,60m (q)
  - Finale:  met 5,75m (SB)
- Mateusz Didenkow
  - Kwalificatie: 12de met 5,60m (q)
  - Finale: 11de met 5,50m
- Łukasz Michalski
  - Kwalificatie: 4de met 5,65m (Q)
  - Finale: 7de met 5,65m

### Hink-stap-springen vrouwen
- Małgorzata Trybańska
  - Kwalificatie: 6de met 14,44m (NR) (Q)
  - Finale: 11de met 13,82m

### Marathon mannen
- Henryk Szost: opgave
- Adam Draczyński: opgave
- Mariusz Gizynski: 12de in 2:21.54

### Zevenkamp
- Karolina Tymińska
  - 100m horden: 13,54 (PB) (1044ptn)
  - Hoogspringen: 1,74m (SB) (903ptn)
  - Kogelstoten: 14,08m (799ptn)
  - 200m: 23,77 (SB) (1003ptn)µ
  - Verspringen: 6,11m (883ptn)
  - Speerwerpen: 35,43m (SB) (580ptn)
  - 800m: 2.06,43 (SB) (1018ptn)
  - Eindklassement: 5de met 6230ptn (SB)

Albanië · Andorra · Armenië · Azerbeidzjan · België · Bosnië en Herzegovina · Bulgarije · Cyprus · Denemarken · Duitsland · Estland · Finland · Frankrijk · Georgië · Gibraltar · Griekenland · Groot-Brittannië · Hongarije · Ierland · IJsland · Israël · Italië · Kroatië · Letland · Liechtenstein · Litouwen · Luxemburg · Macedonië · Malta · Moldavië · Monaco · Montenegro · Nederland · Noorwegen · Oekraïne · Oostenrijk · Polen · Portugal · Roemenië · Rusland · San Marino · Servië · Slovenië · Slowakije · Spanje · Tsjechië · Turkije · Wit-Rusland · Zweden · Zwitserland